# Lac Kuna
Pour les articles homonymes, voir Kuna.
Le lac Kuna (en anglais : Kuna Lake) est un lac américain dans le comté de Tuolumne, en Californie. Il est situé à 3 290 mètres d'altitude au sein de la Yosemite Wilderness, dans le parc national de Yosemite.